# Festival des 3 Continents 1981
Le Festival des 3 Continents 1981, 3e édition du festival, s'est déroulé du 1er au 8 décembre 1981.

## Déroulement et faits marquants
Outre la compétition, la 3e édition du festival propose des hommages au réalisateur brésilien Glauber Rocha et au réalisateur  sénégalais Ousmane Sembène ainsi qu'un panorama du cinéma philippin.

## Jury
- William Klein : photographe américain
- Adriano Aprà : critique italien, directeur du Festival de Pesaro
- Tony Rayns : critique britannique
- Dorothée Kreuzer : distributrice allemande
- Thanássis Rentzís : réalisateur grec

## Sélection

### En compétition
| Titre                                | Réalisation          | Pays          |
| ------------------------------------ | -------------------- | ------------- |
| Chamières de mort                    | Lee Doo-yong         | Corée du Sud  |
| Djéli, conte d'aujourd'hui           | Fadika Kramo-Lanciné | Côte d'Ivoire |
| Ils ne portent pas de smoking        | Leon Hirszman        | Brésil        |
| Inimaginable (Akriet)                | Amol Palekar         | Inde          |
| Love Brewed in the African Pot       | Kwaw Ansah           | Ghana         |
| La Cicatrice                         | Cherd Songsri        | Thaïlande     |
| Le soulier chinois (El zapato chino) | Cristián Sánchez     | Chili         |
| Les yeux ouverts (Oyun la tanam)     | Raafat El Mihi       | Égypte        |
| Un conte populaire (Bahvni bhavai)   | Ketan Mehta          | Inde          |

### Autres programmations
- Hommage à Glauber Rocha
- Hommage à Ousmane Sembène
- Panorama du cinéma philippin

## Palmarès
- Montgolfière d'or (ex æquo) : Ils ne portent pas de smoking de Leon Hirszman et La Cicatrice de Cherd Songsri[1]